# Georg Gawliczek
Georg Gawliczek (ur. 2 lutego 1919 w Šilheřovicach, zm. 4 września 1999 w Karlsruhe) – niemiecki piłkarz, a także trener.

## Kariera piłkarska
W swojej karierze Gawliczek reprezentował barwy zespołów Meidericher SV, FC Schalke 04, 1. FC Kaiserslautern, 1. FC Köln oraz SV Phönix Ludwigshafen.

## Kariera trenerska
Gawliczek karierę rozpoczął jako trener zespołu Phönix Bellheim. W latach 1956–1960 był asystentem Seppa Herbergera w reprezentacji RFN. W 1960 roku został trenerem klubu FC Schalke 04, grającego w Oberlidze. Od sezonu 1963/1964 prowadził go w rozgrywkach Bundesligi. W kwietniu 1964 przestał być trenerem Schalke, a od maja tego samego roku prowadził inny zespół Bundesligi – Hamburger SV. Jego szkoleniowcem był do kwietnia 1966.
Następnie Gawliczek trenował szwajcarski SC Young Fellows Juventus, a od października 1967 ponownie był szkoleniowcem klubu Bundesligi, tym razem Karlsruher SC. Poprowadził go w 11 ligowych meczach, a w 1968 przestał być trenerem KSC. Kolejnym klubem w karierze Gawliczka był FC Zürich, z którym w sezonie 1969/1970 zdobył Puchar Szwajcarii. Następnie ponownie prowadził SC Young Fellows Juventus, a w sezonie 1972/1973 trenował Südwest Ludwigshafen z Regionalligi.
W następnych latach był szkoleniowcem Tennis Borussii Berlin z Bundesligi, a także drużyn 2. Bundesligi – Wackera 04 Berlin, Freiburgera FC, Waldhofu Mannheim oraz Herthy BSC. Wraz z Herthą w sezonie 1981/1982 awansował do Bundesligi. W sezonie 1982/1983 zajął z nią w niej jednak 18. miejsce i spadł do 2. Bundesligi. Herthę trenował do grudnia 1983, a potem już prowadził już żadnego klubu.